# Urophyllum wollastonii
Urophyllum wollastonii là một loài thực vật có hoa trong họ Thiến thảo. Loài này được Wernham miêu tả khoa học đầu tiên năm 1916.